# Primeira Batalha de Gaza
A Primeira Batalha de Gaza ocorreu no dia 26 de Março de 1917 e consistiu na primeira tentativa da Força Expedicionária Egípcia (EEF, em inglês) de invadir o Sul da Palestina, no Império Otomano, durante a Campanha do Sinai e Palestina da  Primeira Guerra Mundial. Os combates tiveram lugar na, e à volta, da cidade de Gaza, na costa mediterrânica, quando a infantaria e pé e a infantaria a cavalo da Coluna do Deserto, elementos da Força Oriental, atacaram a cidade. Ao final da tarde, perto de capturar Gaza, a Coluna do Deserto retirou devido à escuridão que se aproximava e de um grande contingente de reforços otomano. Este fracasso britânico foi seguido, semanas mais tarde, pela derrota da Força Oriental na Segunda Batalha de Gaza, em Abril de 1917.
Em Agosto de 1916, a vitória da EEF em Romani acabou com a possibilidade de ataques terrestres no Canal do Suez, anteriormente ameaçado em Fevereiro de 1915 pelo ataque otomano ao canal. Em Dezembro de 1916, a vitória da recém-criada Coluna do Deserto na Batalha de Magdhaba assegurou o controlo do porto mediterrânico de El Arish, a rota de abastecimento, o sistema de fornecimento de água e a extensão dos caminhos-de-ferro para leste através da península do Sinai. Em Janeiro de 1917, a vitória da Coluna do Deserto na Batalha de Rafa, deu por terminada a captura do Sinai, e aproximou a EEF de Gaza.
Em Março, dois meses mais tarde, Gaza foi atacada pela infantaria da Força Oriental da 52.ª Divisão (Lowland) reforçada por uma brigada de infantaria. Este ataque foi protegido da ameaça dos reforços otomanos pela Divisão Montada ANZAC e por parte da Imperial Divisão Montada. O ataque da infantaria desde sul e sudeste à guarnição otomana em, e à volta de, Gaza, teve uma forte resposta. Enquanto a Imperial Divisão Montada continuou a servir de barreira à ameaça dos reforços otomanos, a Divisão Montada ANZAC atacou Gaza a partir do norte. Acabaram por conseguir entrar na cidade pelo norte, enquanto a infantaria a pé e montada atacavam, e capturavam, a posição de Ali Muntar. No entanto, dada a hora tardia, a determinação da defesa otomana e a ameaça dos seus reforços a aproximarem-se de norte e nordeste, resultou na retirada da Força Oriental e, em última análise, na sua derrota.